# Spanische Badmintonmeisterschaft 2012
Die Spanische Meisterschaft 2012 im Badminton war die 31. Auflage der spanischen Titelkämpfe im Badminton. Sie fand vom 4. bis zum 6. Mai 2012 in Huesca statt.

## Die Sieger und Platzierten
| Disziplin    | Gold                           | Silber                            | Bronze                                 |
| ------------ | ------------------------------ | --------------------------------- | -------------------------------------- |
| Herreneinzel | Pablo Abián                    | Jesús Lorenzo                     | David Leal                             |
| Herreneinzel | Pablo Abián                    | Jesús Lorenzo                     | Ernesto Velazquez                      |
| Dameneinzel  | Carolina Marín                 | Beatriz Corrales                  | Manuela Díaz Carmona                   |
| Dameneinzel  | Carolina Marín                 | Beatriz Corrales                  | Laura Primo                            |
| Herrendoppel | Javier Abián Pablo Abián       | Vicente Martínez Eliezer Ojeda    | Adrian Marquez Javier Sánchez          |
| Herrendoppel | Javier Abián Pablo Abián       | Vicente Martínez Eliezer Ojeda    | Rafael Fernández Arteaga Sergio Llopis |
| Damendoppel  | Blanca Ibeas Laia Oset         | Sandra Chirlaque Noelia Jiménez   | Carla Pelay Jara Sierra                |
| Damendoppel  | Blanca Ibeas Laia Oset         | Sandra Chirlaque Noelia Jiménez   | Beatriz Corrales Laura Samaniego       |
| Mixed        | Ernesto Velazquez Haideé Ojeda | Vicente Martínez Sandra Chirlaque | Eliezer Ojeda Noelia Jiménez           |
| Mixed        | Ernesto Velazquez Haideé Ojeda | Vicente Martínez Sandra Chirlaque | Alberto Zapico Laia Oset               |